# Ústřední knihovna Přírodovědecké fakulty Masarykovy univerzity
Ústřední knihovna Přírodovědecké fakulty Masarykovy univerzity (zkráceně ÚK PřF MU) je akademickou knihovnou spadající pod síť Knihoven Masarykovy univerzity (MUNI LIB). Budova Ústřední knihovny se nachází v pavilonu 12 v areálu Přírodovědecké fakulty na ulici Kotlářská v Brně.
Zřizovatelem knihovny je Přírodovědecká fakulta. Mezi uživatele patří primárně studenti, akademičtí i neakademičtí pracovníci MU a sekundárně veřejnost. Knihovní sbírka je oborově členěna na antropologii, fyziku, matematiku a vědy o Zemi (geologie a geografie), vedle toho knihovna nabízí také sbírku všeobecností.
V knihovně je možné si zapůjčit dokumenty (odborné a populárně-naučné knihy, periodika, kartografické dokumenty, učebnice), ale také předměty (myš, kalkulačka, klávesnice, sluchátka či deskové hry apod.). Knihovna rovněž spravuje diplomové práce a historický fond (6361 dokumentů z období 1600–⁠⁠⁠⁠⁠⁠1911).

## Historie

### Před rokem 2000
Do přelomu milénia byly knihovní služby roztříštěny po celém areálu Přírodovědecké fakulty na Kotlářské. Ústřední knihovna měla pouhých 200 m² a spadalo pod ni 23 dílčích knihoven jednotlivých ústavů. Proto byla od 90. let 20. století pociťována potřeba společného místa nabízejícího nejen knihovní služby, ale také další podpůrné služby pro studující a zaměstnance MU.

### Po roce 2000
Po rozhodnutí vedení fakulty v roce 2002 se v roce 2003 položil základní kámen a stavba byla předána v září 2005. Oficiálně Ústřední knihovna zahájila provoz 22. listopadu 2005. Ne všechny knihovní fondy ovšem zůstaly umístěny v nové budově. Po dokončení Univerzitního kampusu v Bohunicích byly sbírky chemie a biologie přemístěny do nové Knihovny univerzitního kampusu.
Po odsunutí fondů chemie a biologie mohla proběhnout modernizace prostor v období 2014–⁠⁠⁠⁠⁠⁠2016. V přízemí tak vznikl uživatelsky přívětivý komunitní prostor s kuchyňkou a přibyly také týmové učebny.

## Budova
Budova knihovny vznikla na torzu původní auly během dvou let. V architektonické soutěži vyhrála Architektonická kancelář Radko Květ. Budova má dva vchody - jeden do knihovny, druhý do prostoru vedoucího do auly, multimediálních studoven a Centra jazykového vzdělávání.

## Služby

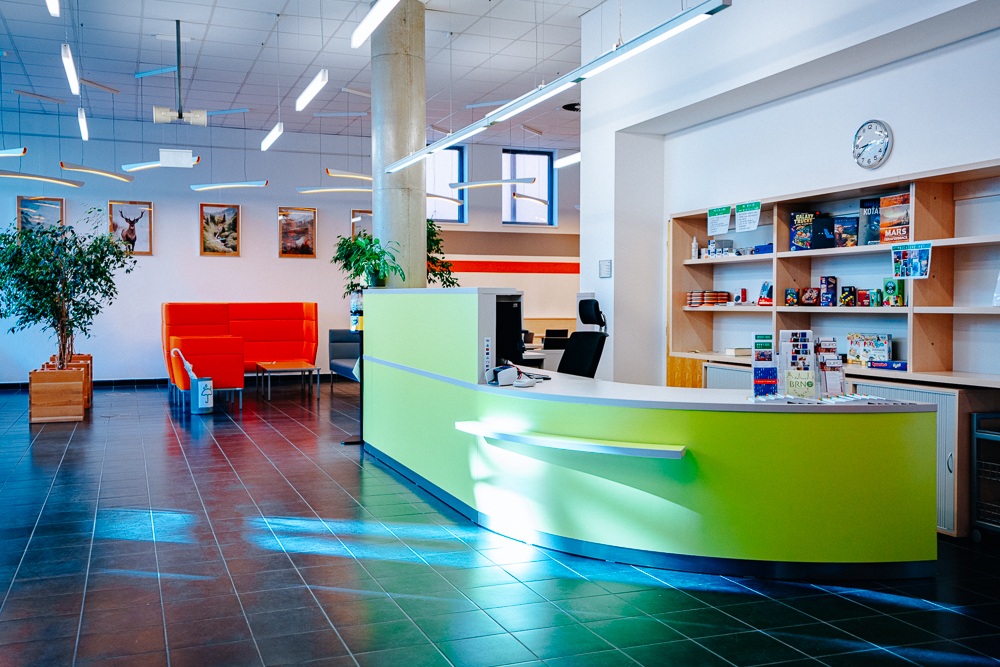
Výpůjční pult

Vedle klasických knihovnických služeb (výpůjčky, reference, reprografie, meziknihovní výpůjční služba) poskytuje knihovna také služby pro podporu vědy a výzkumu (odborné poradenství pro Open Science, vědecké publikování, RIV) a odbornou podporu stran elektronických informační zdrojů (nákup, správa, vzdělávací činnost). V knihovně je také sekce digitalizace, která se věnuje digitalizaci starých tisků a kvalifikačních prací z období 2001–2006. V neposlední řadě také sekce vzdělávání, pod kterou spadají podpůrné přednášky pro doktorské studenty, jeden kreditový předmět o informační gramotnosti a tři kreditové předměty věnující se digitální gramotnosti a nástrojům.

## Prostor a vybavení

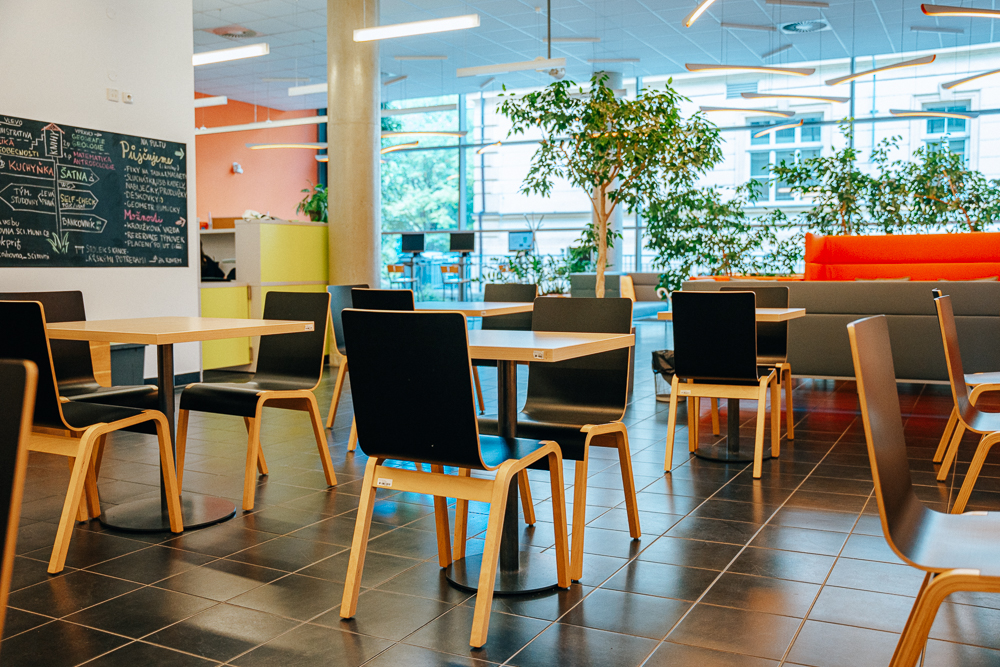
Odpočinkové prostory v knihovně

Knihovna je rozdělena na studovny pro jednotlivé obory, ve kterých se nachází příslušné fondy (tj. monografie, časopisy, závěrečné práce, sborníky, případně mapy a statistiky). Tyto prostory jsou částečně vybavené pracovními místy se stolními počítači. V mezipatrech mezi studovnami se nachází odpočinková zóna. V přízemí lze najít výpůjční pult, kuchyňku, jídelní a odpočinkovou zónu, šatnu a studijní týmové prostory. Prostor zde slouží také pro výstavní účely. Administrativa knihovny se nachází ve druhém patře. Sklepní prostory slouží k uskladnění knihovních fondu.
V přízemí je možné nalézt reprografické multifunkční zařízení, knižní skener a selfcheck (samoobslužné zařízení pro půjčování a vracení dokumentů). U vchodu do knihovny je umístěn bibliobox pro snadné vracení dokumentů především mimo pracovní dobu knihovny.

## Projekty knihovny
Rokem 2010 začala pro knihovnu spolupráce na rozvoji Souboru národních autorit ČR v rámci projektu VISK9.
V letech 2009–⁠⁠⁠⁠⁠⁠2013 probíhal projekt Rekatalogizace oborových sbírek ÚK PřF díky kterému jsou všechny dokumenty dostupné v on-line knihovním katalogu MU.
TEMAP a GEOBIBLINE - knihovna se podílela na projektech pro zpřístupnění mapových sbírek a online sbírku bibliografických záznamů české geografie.[zdroj?]
Zlatý fond Masarykovy univerzity - knihovna se mezi lety 2020–2021 podílela na digitalizaci spisů přírodovědecké fakulty za období let 1923–1937.

## Spolupráce a akce pro veřejnost
Vedle běžné knihovní spolupráce s nakladateli a vydavateli spolupracuje knihovna úzce také s ostatními knihovnami v síti knihoven Masarykovy univerzity, kdy spolubuduje společnou značku MUNI LIB. V minulosti také spolupracovala například s Katedrou informačních studií a knihovnictví při Filozofické fakultě MU na Dnech informačního vzdělávání na MU.
Knihovna se pravidelně zapojuje do akcí pro širokou veřejnost jako Noc vědců či Noc s Andersenem. V roce 2024 pořádala knihovna také MUST week, což je událost pro knihovníky ze zahraničí na podporu spolupráce a mobility.